# 오지에리
오지에리(Ozieri, 사르데냐어: Otieri)는 사사리도에 있는 약 11,000명의 인구를 가진 코무네(지방 자치체)로, 이탈리아 사르데냐 주 로그두로 역사 지역에 위치해 있다.
이곳의 임마콜라타 대성당은 오지에리 로마 가톨릭 교구의 주교좌이다.
오지에리는 사르데냐에서 가장 초기에 알려진 고고학 문화(구 오지에리 문화로 알려짐)의 중심지이다.

## 주요 볼거리

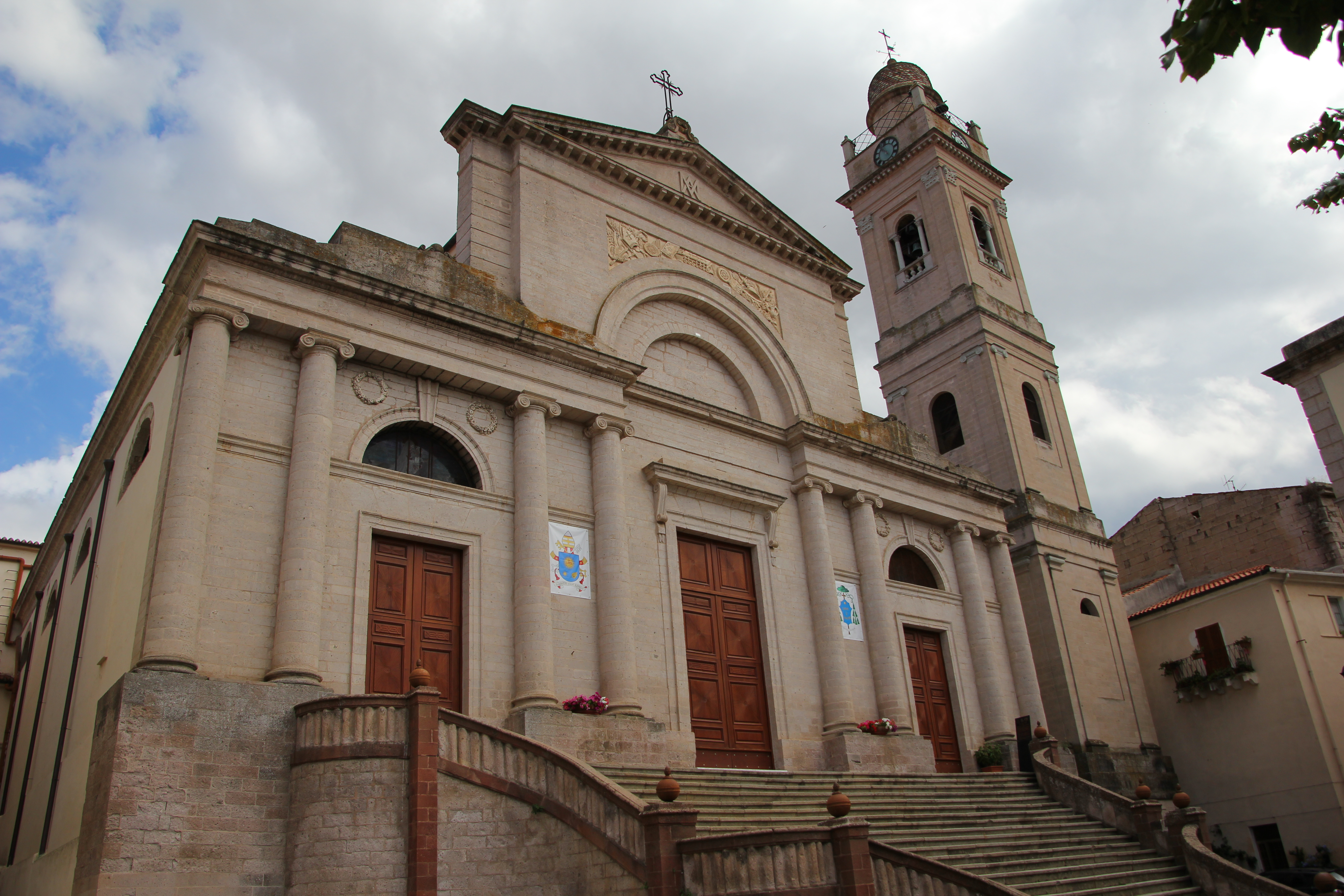
대성당

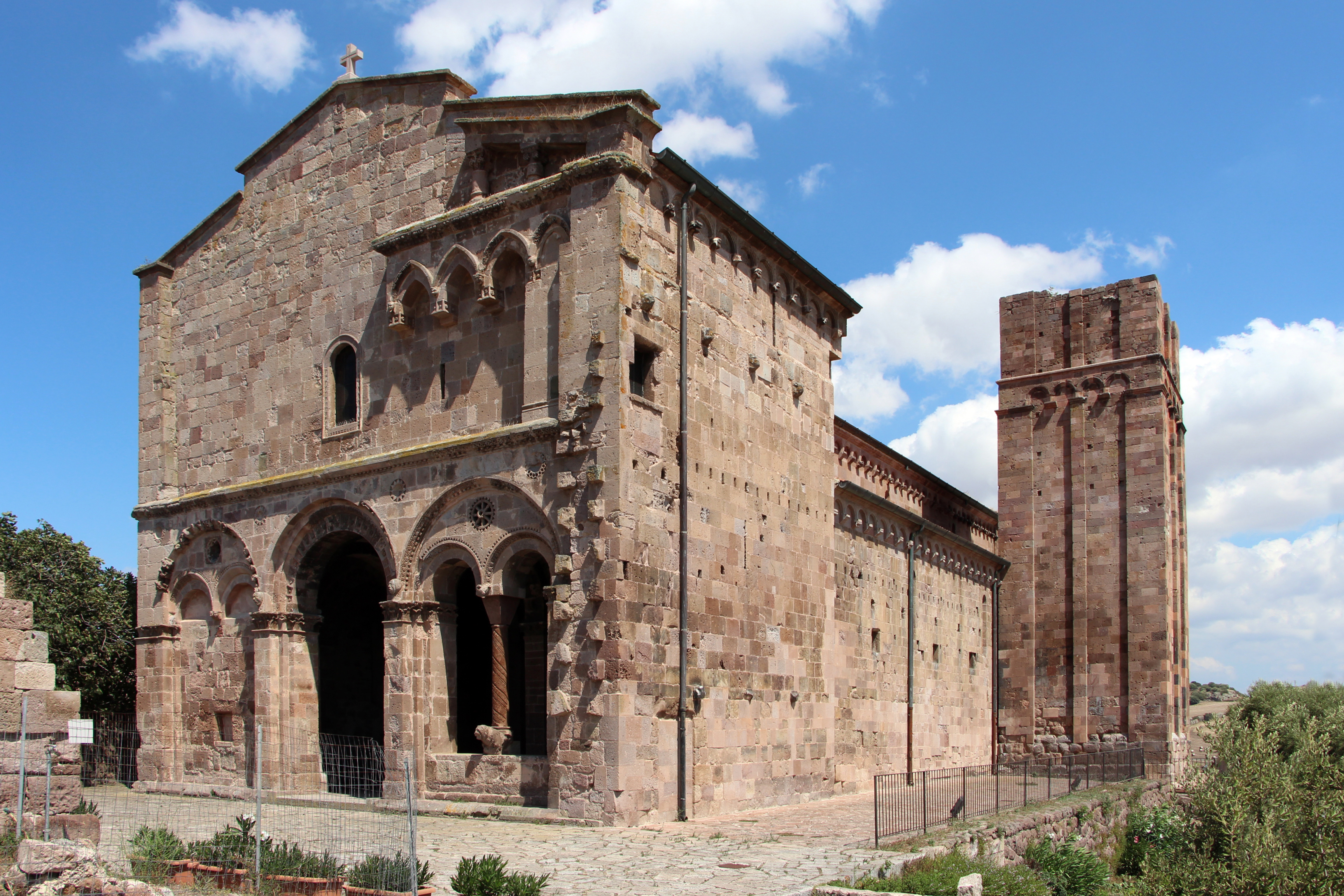
산탄티오코 디 비사르치오

- 임마콜라타 대성당은 15세기에 지어졌으며 1550년부터 1571년까지 복원되었다. 이곳에는 본당과 두 개의 통로가 있으며 지역 장인의 작품인 마돈나 디 로레토(16세기) 다면 제단화가 소장되어 있다.
- 산탄티오코 디 비사르치오 바실리카는 사르데냐에서 가장 큰 로마네스크 양식 교회 중 하나이다.
- 산 미켈레 동굴 (기원전 3500-2700년) - 오지에리는 1914년부터 지역 산 미켈레 동굴에서 첫 발견이 발굴된 선사 시대 문명인 오지에리 문화의 이름을 따왔다.
- 폰테추는 기원후 2세기에 건설되어 기원후 3-4세기에 복원된 로마 다리이다. 총 길이 87.50 미터 (287 ft)에 6개의 아치로 이루어져 있다.
- 시립 고고학 박물관 "알레 클라리세"는 북부 사르데냐에서 가장 중요한 박물관 중 하나로, 선사 시대부터 현대에 이르는 고고학, 주화학, 민족지학 컬렉션을 소장하고 있다.

## 교통
오지에리는 SS.597 국도를 통해 사사리에서, SS.199를 통해 올비아에서 접근할 수 있다.
이 도시는 킬리바니 프라치오네에 기차역이 있다(올비아, 포르토 토레스, 칼리아리 방면 노선).

## 인물
- 루카 스비사 (1990년 출생), 프로 아이스하키 선수
- 마리안젤라 데무르타스, 뮤지션 트리스타니아

## 자매 도시
- 피오라노 모데네세, 이탈리아
- 마라넬로, 이탈리아